# Уральский трубник (стадион)
Стадион «Уральский трубник» — спортивный комплекс расположенный в центре Первоуральска. Является домашней ареной хоккейного клуба Уральский трубник и ХК СКА-Свердловск. Вмещает 6 тысяч зрителей.

## История
Стадион начал строиться в Первоуральске в мае 1953 года. Его открытие планировалось к 1954 году, но открытие стадиона состоялось 30 августа 1955 года. Основные сооружения строили военнопленные немцы.
С 1955 года по 2007 год стадион был собственностью Первоуральского новотрубного завода.
С 2007 года спортивный комплекс в муниципальной собственности.

## Название
Название стадиона связано с историей первоуральской хоккейной команды. Команда по хоккею с мячом, созданная в 1937 году, именовалась «Металлург Востока» — и стадион носил название «Металлург». В 1965 году, когда команда сменила название на «Уральский трубник», тогда же поменялось название стадиона.

## Инфраструктура
Спорткомплекс «Уральский трубник» включает в себя: дом спорта, большую арену, малую арену, площадку для тенниса и волейбольное поле.